# Leonardo3 Museum - Il mondo di Leonardo
Il Mondo di Leonardo è una mostra che è stata aperta a Milano, in Piazza della Scala, all'ingresso della Galleria Vittorio Emanuele, nel marzo del 2013. Di anno in anno è sempre stata prorogata fino a diventare una vero e proprio museo che ha come consulente scientifico lo storico dell'arte Martin Kemp.

## Descrizione
Al suo interno sono ricostruite macchine di Leonardo da Vinci, molte delle quali inedite ed esposte solo in questo sito: l'Aquila Meccanica, il Grande Nibbio, la Balestra Veloce, la Macchina del Tempo, la Clavi-Viola, il Cannone Musicale, la Vite Area col motore a molla, il Sottomarino, la Tromba Gigante, per citarne alcune. Sono inoltre proposte oltre 200 macchine interattive in 3D ed uno spazio interamente dedicato all'Ultima cena, con la ricostruzione del suo cantiere di pittura in realtà virtuale immersiva. A Leonardo artista sono anche dedicate una parete interattiva che propone tutti i 20 dipinti di Leonardo in un'unica veduta d'assieme e un'altra dedicata ai Disegni di Leonardo da Torino a Milano.

## Le sale
Sala 1
La prima sala introduce la figura di Leonardo ed è dedicata alla sua presenza a Milano e al Codice Atlantico.
Opere sala 1
- Leonardo a Milano
- Il Soldato Robot
- Il Mazzocchio
- Il Codice Atlantico
- La Bombarda Multipla

Sala 2
È la sala più grande e più rappresentativa.
Opere sala 2
- Il Sottomarino Meccanico
- L'Automobile
- Il Tandem Volante
- La Bicicletta Volante[7]
- La Macchina del Tempo[8]
- L'Ocel de la Comedia[9]
- Il Leone Meccanico
- La Libellula Meccanica
- Il Grande Nibbio
- La Macchina Volante di Milano[10]
- L'Aquila Meccanica
- Il Pipistrello Meccanico
- L'Uccello Filoguidato
- La Vite Aerea
- La Sfera Incendiaria
- La Mitragliatrice Rotosferica
- La Balestra Veloce
- Il Cubo Magico[11]
- Il Manoscritto B
- Il Codice Atlantico ed. Hoepli
- Il Codice del Volo

Sala 3
È una piccola sala dedicata a esperienze emozionali.
Opere sala 3
- Le Teste Grottesche[12]

Sala 4
È dedicata all'edutainment per i più piccoli.
Opere sala 4
- Il Ponte Autoportante
- Il Ponte a due piani
- Il Laboratorio di Leonardo
- La Vite e la Biella

Sala 5
È dedicata agli strumenti musicali e ad alcune opere pittoriche e disegni.
Opere sala 5
- Il Cannone Musicale
- La Tromba Gigante
- La Clavi-Viola
- Il Tamburo Elastico
- I Flauti Glissati
- La Piva Continua
- La Lira da braccio
- L'Organetto Continuo
- Il Grande Organo Continuo[13]
- La Dama con l'Ermellino[14] (esperienza 3D ed esperienza olfattiva[15])
- Parete interattiva con Annunciazione (Firenze, Uffizi), Madonna del garofano (Monaco, Alte Pinakothek), Ritratto di Ginevra Benci (Washington, National Gallery of Art), Battesimo di Cristo (Firenze, Uffizi), Madonna Benois (San Pietroburgo, Hermitage), Adorazione dei Magi (Firenze, Uffizi), San Girolamo penitente (Città del Vaticano, Pinacoteca Apostolica), Vergine delle rocce, prima versione (Parigi, Louvre), Ritratto di un musico (Milano, Pinacoteca Ambrosiana), Dama con l’ermellino (Cracovia, Czartoriskij Muzeum), Madonna Litta (San Pietroburgo, Hermitage), Belle Ferronnière (Parigi, Louvre), Vergine delle rocce, seconda versione (Londra, National Gallery), Ultima Cena(Milano, Refettorio di Santa Maria delle Grazie, versione restaurata digitalmente da Leonardo3), Madonna dei fusi (collezione privata), Monna Lisa (Parigi, Louvre), Sant’Anna, la Vergine e il Bambino con l’agnello (Parigi, Louvre), San Giovanni Battista (Parigi, Louvre), Bacco (Parigi, Louvre), Salvator Mundi (collezione privata)[5][16]
- Parete interattiva con disegni prevenienti dalla Biblioteca Reale di Torino, dal Civico Gabinetto dei Disegni del Castello Sforzesco. dalla Pinacoteca di Brera e dalla Veneranda Biblioteca Ambrosiana[17].
- L'Uomo Vitruviano[18] (video)

Sala 6
È dedicata al Monumento Sforza e agli studi sulla fusione, alla Barca a pale VR oltre ad alcuni altri progetti.
Opere sala 6
- Il Monumento Sforza
- Le Macchine per il Gran Cavallo
- La Città Ideale
- La Barca a Pale in realtà aumentata[20] (video)
- La Doppia Gru

Sala 7
È dedicata al restauro digitale dell'Ultima Cena.
Opere sala 7
- L'Ultima Cena (restauro digitale)
- L'Ultima cena in realtà virtuale (esperienza interattiva)

## Riconoscimenti
A questa mostra, oltre al patrocinio del Comune di Milano, è stato conferito il Premio di Rappresentanza del Presidente della Repubblica. Il Leonardo3 Museum è membro istituzionale dell'ICOM e fa parte del circuito Abbonamenti Musei Lombardia Milano.  Luigi Abete, presidente Associazione Imprese Culturali e Creative di Confindustria, ha dichiarato: «Leonardo3 Museum è esempio di un intervento esclusivamente privato che con le proprie risorse, coniugando cultura, ricerca e innovazione, ha offerto alla Città di Milano un museo che richiama l’attenzione di turisti, esperti, e amanti della cultura scientifica che diventa arte».